# Myiarchus
Myiarchus là một chi chim trong họ Tyrannidae.